# ロック・ダスト・ライト・スター
『ロック・ダスト・ライト・スター』（Rock Dust Light Star）は、ジャミロクワイの7枚目のスタジオ・アルバム。2010年11月1日にイギリスで、11月3日に日本のユニバーサルミュージックより、アメリカでは2012年4月24日にExecutive Music Groupよりリリースされた。

## 概要
- アルバムとしてはベストアルバム『ハイ・タイムズ:シングルズ 1992-2006』4年ぶり、オリジナルアルバムとしては『ダイナマイト』以来5年ぶりとなるアルバム[3]。

- バッキンガムシャーにあるジェイ・ケイのホームスタジオ、オックスフォードシャーのHook End Manor、タイのKarma Studiosで録音された。

- 2006年にソニーとの契約が切られたが、本アルバムを出すに当たってユニバーサルが契約してくれる事となり実現した。レーベル契約から7年後の2017年にジェイ・ケイがBMIプレジデント・アワードを受賞したとき、授賞式の壇上で(2010年当時に)ユニバーサルが契約してくれた事に感謝していると述べた。

- このアルバムのために約30曲くらい作曲し、その中からユニバーサル関係者とケイが話し合ってどの曲をアルバムに入れるか選曲決定した。

- 「Money」と言う曲も自宅キッチンで書いたそうだが、吟味の末アルバムには入れなかったそう。ソニーとの契約が切れる前、ケイは「オレは年収2800万ポンドと言われてるけど、同時に2800万ポンドの借金もあるかもよ」と冗談めいて発言していた。

- 前作から5年あいた理由について「新鮮ではなくなった」からだとケイは述べた。デビュー当時は何をやっても新鮮で、常に新らしい事に挑戦し、アルバムを出すたびに別の一面を見せてきたが、気づけばもうやり尽くしていたそう。ジャズもポップもダンスミュージックも書いたし、車のビデオも撮ったし、ダンスのビデオも撮ったし、ハリウッド風のビデオも撮ったため、作曲もビデオ制作も新鮮味に欠けたと語られた。デビューしてすぐに売れたためワールドツアーをする日々を送って自宅に帰れない生活だったため、この5年はほぼ家にいて、多忙だった時期より人生を楽しんでいると語られた。

## 楽曲詳細

### Blue Skies
ケイはこの曲が好きではないが、この曲の歌詞はソニーとの契約を切られたケイをそのまま描写しているかのような表現になっており、人々の関心を誘う内容となっているため、商業的に売れそうだと判断したユニバーサル関係者に強く押されてアルバムに入れることになったそう。自宅庭園で1人で落ち込みながら孤独を感じている時に歌詞を書いたそう。

### White Knuckle Ride
5年前のアルバム「ダイナマイト」の時に作詞作曲していた楽曲であるが、当時はアルバムに入れない決定をした。今回それを編曲して3バージョン作り、その中から1つ選んで今回のアルバムに入れた。曲名も5年前の時点で既に「White Knuckle Ride」と名付けており、ケイはこの曲名を気に入っていたためそのままにしたそう。

### Never Gonna Be Another
家を整理している時に昔の箱から古い写真を見つけ、当時は親しかったがもう最近はあまり会わない人などを思って書いたそう。例えばボブ・マーリーやジミ・ヘンドリックスやスティーヴィー・レイ・ヴォーンなど、当時の自分には多大なる影響を与えたが亡くなってしまった著名なミュージシャンもそれに当たるとのこと。

## ミュージックビデオ
- (ソニー時代の)全盛期の頃と比べると非常に予算が少なかったと語られた。スペインにて、ポルシェとヘリコプターを使って２つのビデオを２日間で作成しなければならなかったそう。
- ケイは、ファンに届けるミュージックビデオには自分が好きなことをして楽しんでいる映像を見てもらいたいと思っているが、これまでのビデオで既に好きな事は撮り尽くしていた。しかしヘリはまだ撮った事がなかったのでヘリにしたそう。世界にはたくさんのミュージシャンがいるが、自身でヘリを操縦しながら自身で作詞作曲した歌を歌うミュージシャンはおそらく自分しかいないだろうと語られた。

## 収録曲
通常盤
1. ロック・ダスト・ライト・スター / Rock Dust Light Star
2. ホワイト・ナックル・ライド / White Knuckle Ride
3. スモーク・アンド・ミラーズ / Smoke and Mirrors
4. オール・グッド・イン・ザ・フッド / All Good In The Hood
5. ハーティン / Hurtin'
6. ブルー・スカイズ / Blue Skies
7. ライフライン / Lifeline
8. シーズ・ア・ファースト・パースウェイダー / She's A Fast Persuader
9. トゥー・コンプリートリー・ディファレント・シングス / Two Completely Different Things
10. グッバイ・トゥ・マイ・ダンサー / Goodbye To My Dancer
11. ネヴァー・ゴナ・ビー・アナザー / Never Gonna Be Another
12. ヘイ・フロイド / Hey Floyd

日本版ボーナストラック
1. ザッツ・ノット・ザ・ファンク / That's Not The Funk (日本盤ボーナス・トラック)

デラックス版ボーナストラック
1. オール・グッド・イン・ザ・フッド (アコースティック・ヴァージョン) / All Good In The Hood (Acoustic Version) (ボーナス・トラック)
2. アンジェリン / Angeline (ボーナス・トラック)
3. ハング・イット・オーヴァー / Hang It Over (ボーナス・トラック)
4. ロック・ダスト・ライト・スター (ライヴ・アット・パレオ) / Rock Dust Light Star (Live at Paleo) (ボーナス・トラック)
5. ホワイト・ナックル・ライド (Alan Braxe Remix) / White Knuckle Ride (Alan Braxe Remix Radio Edit) (ボーナス・トラック)
6. ブルー・スカイズ (Fred Falke Remix) / Blue Skies (Fred Falke Radio Edit) (ボーナス・トラック)

## 売上
| 国別チャート(2010)                         | 最高順位 |
| ------------------------------------------ | -------- |
| オーストラリア (ARIA)                      | 13       |
| オーストリア (Ö3 Austria)                  | 6        |
| ベルギー (Ultratop Flanders)               | 19       |
| ベルギー (Ultratop Wallonia)               | 10       |
| デンマーク (Hitlisten)                     | 18       |
| オランダ (MegaCharts)                      | 1        |
| フィンランド (Suomen virallinen lista)     | 22       |
| フランス (SNEP)                            | 2        |
| ドイツ (Offizielle Top 100)                | 7        |
| Greek Albums (IFPI Greece)                 | 34       |
| アイルランド (IRMA)                        | 29       |
| イタリア (FIMI)                            | 3        |
| Japanese Albums (Oricon)                   | 7        |
| Mexican Albums (AMPROFON)                  | 26       |
| Polish Albums (OLiS)                       | 15       |
| ポルトガル (AFP)                           | 23       |
| スコットランド (OCC)                       | 10       |
| スペイン (PROMUSICAE)                      | 9        |
| スウェーデン (Sverigetopplistan)           | 23       |
| スイス (Schweizer Hitparade)               | 2        |
| UK アルバムズ (OCC)                        | 7        |
| US Top Dance/Electronic Albums (Billboard) | 17       |

| 国別チャート (2010)                | 最高順位 |
| ---------------------------------- | -------- |
| Dutch Albums (Album Top 100)       | 85       |
| French Albums (SNEP)               | 50       |
| Swiss Albums (Schweizer Hitparade) | 66       |
| UK Albums (OCC)                    | 166      |